# Ibn Paquda
Ibn Paquda (Taifa de Zaragoza, hacia 1040-1110) fue un escritor, poeta y filósofo judío místico y ascético, influido por los sufíes musulmanes, pero con personalidad propia. Escribió en árabe Guía de los deberes de los corazones, guía espiritual de contemplación mística traducida al hebreo y a las principales lenguas habladas por los judíos, entre los que obtuvo un éxito resonante. Es también poeta litúrgico hebraico.

## Biografía
De su vida solo sabemos con certeza que su actividad literaria se desarrolló entre 1050 y 1080 en la corte taifal de los reyes de Zaragoza, donde las ideas místicas musulmanas que Al-Kirmani había traído de Oriente, de carácter sincrético y neoplatónico, expuestas en la Enciclopedia de los hermanos de la pureza, tuvieron gran aceptación. Es posible que ejerciera el cargo de dayyan (juez) de la comunidad judía zaragozana. Escribía tanto en árabe como en hebreo, al igual que otros muchos escritores hispano-judíos.
En sus composiciones poéticas, todas de carácter religioso, manifiesta un sentimiento sincero y profundo, pero desde el punto de vista formal, no siempre alcanza gracia y ductilidad poéticas. Compuso sus poesías hebreas ajustándose a la métrica árabe, según la moda impuesta en el s. X por Dunas ben Labrat.
Su fama no se asienta en sus poesías, sino en su obra en prosa, resumida al final en unos pocos versos. No se le conoce más que esta obra, escrita en árabe bajo el título de Kitab al-hidaya 'ila fara'id al.qulüb (Libro de la guía respecto a los deberes de los corazones) conocida como Los deberes de los corazones. En 1161 Yehudah ben Tibbon tradujo al hebreo el primer capítulo y Yosef Qimhi los nueve restantes; después, el mismo ben Tibbon tradujo los nueve que le quedaban y el hijo de Yosef, David Qimhi, el primero. Más tarde la Guía de los deberes de los corazones se tradujo al judeoespañol (ladino), al portugués, al judeoárabe y al yidis, lo que prueba la enorme difusión que tuvo esta obra de ascética entre los judíos.
Si bien se ha comparado a Ibn Paquda con Tomás de Kempis, hay que hacer la distinción de que Paquda no se dirige al monje o al que hace vida apartada del mundo, sino al hombre corriente inmerso en la vida cotidiana. Sus ideas ascéticas deben mucho a la mística musulmana y se asemejan a las de Algazel, pero ello se debe a que ambos se inspiraron en una obra atribuida falsamente al escritor árabe al-Yahiz, en realidad perteneciente a un teólogo cristiano oriental del s. IX que escribía en árabe. La tesis fundamental de la obra es la distinción entre los actos externos religiosos y los internos e íntimos, los de los corazones, que son los que tienen verdadero valor. Aunque cita las autoridades rabínicas, su modelo literario y filosófico está en la literatura ascética musulmana (zuhd). Los deberes de los corazones es obra de carácter práctico y ascético, iniciada con una meditación sobre la unicidad de Dios y terminada en una explosión de amor divino. Pero no hay éxtasis o aniquilamiento de la persona en Dios. Sus vías son sólo, conforme a la tradición judía, la purgativa y la iluminativa.

## Obras publicadas
- Jobot Halebabot - Los Deberes de la Conciencia de Rabenu Bajaye Ibn Pekuda (TOMO I - II - III), Editorial Jerusalem de México